# Johan Örn
Johan Örn, född 1692 på Österby bruk, Films socken, Uppsala län, död 7 september 1761 i Stockholm, var en svensk förgyllare.
Han var gift med Sara Eriksdotter Schirmer och far till förgyllaren Samuel Örn. Han utbildades till förgyllare av sin hustrus broder förgyllaren Johan Schirmer och blev mästare 1716. Han blev en mycket uppskattad yrkesman i Stockholm och kom att ingå som en av de många skickliga yrkesutövare som på 1740- och 1750-talen utförde arbeten åt Carl Hårleman, Christian Precht och Jean Eric Rehn vid deras specialbeställningar. Via Carl Gustaf Tessin  arbetade han med förgyllningsarbeten på Stockholms slott samt i ett flertal kyrkor och herrgårdar runt om i Sverige.   